# Enrique Ortez
Enrique Ortez Colindres är en honduransk politiker, tillhörande det regerande Liberala partiet.
Efter att Ortez Colindres utnämnts till utrikesminister, i den interimsregering som 2009 tillkom efter en militärkupp i landet, uttryckte han sig flera gånger rasistiskt om USA president Barack Obama, som tagit avstånd från kuppmakarna.
I en radiointervju kallade han Obama för "liten neger" (negrito).

Detta föranledde USA:s ambassadör i Tegucigalpa, Hugo Llorens att fördöma Ortez Colindres uttalanden. 
Colindres bad om ursäkt när han svor sin ämbetsed i presidentpalatset men tvingades till slut ändå avgå. Först sades det att Colindres hade omplacerats till justitieminister, men snart stod det klart att han fått lämna regeringen. 